# Veliki slapovi Žumberka
Veliki slapovi Žumberka skupno je ime za pet najvećih slapova Žumberačke gore. Svi se slapovi nalaze na području Parka prirode Žumberak – Samoborsko gorje. Četiri se slapa nalaze u Žumberku, a jedan u Samoborskom gorju (vidi podjelu Žumberačke gore). Najveći i najpoznatiji je Sopotski slap pokraj sela Sopote u blizini Sošica. U dubokoj dolini (dragi) Slapnice nalaze se slap Brisalo i Vranjački slap. Na zapadu Žumberačke gore na rijeci Sušici, pokraj sela Kuljaji, nalazi se Zeleni vir. Najznačajniji slap Samoborskoga gorja je Cerinski vir na Javorečkom potoku. 

## Sopotski slap
Sopotski slap je najveći slap Žumberačke gore i jedan od najvećih u Hrvatskoj. Nalazi se na jednom od početnih krakova rijeke Kupčine. Visok je 40 metara, a sastavljen je od tri kaskade. Nastao je zahvaljujući tankom vapnenačkom sloju na dolomitnim stijenama. Poseban je i po tome što se nalazi na izrazito visokoj nadmorskoj visini, iznad 600 metara. Na dnu slapa je stari mlin koji više nije u funkciji. Nakon slapa voda otječe prema jugu i spušta se u dolinu Kupčine.
Slap se nalazi uz Planinarski put Žumberkom (kontrolna točka KT-7). Vrlo strma staza dalje vodi do vrha slapa i prema planinarskom domu Vodice (KT-8), te dalje do Svete Gere (KT-9).

## Slap Brisalo
Slap Brisalo nalazi se u dubokoj dolini Slapnice, koju zbog svoje dubine često znaju nazivati kanjonom. Slapnica je posebno zaštićena kao značajni krajobraz. Međutim, sam slap se ne nalazi na rijeci Slapnici nego na njenoj pritoci, Dubokom potoku, koji se samo malo niže od slapa ulijeva u Slapnicu.
Slap pada s petnaestak metara visoke sedrene stijene. U podnožju slapa, koje je u obliku velikog amfiteatra, stvara se poseban ugođaj za vrijeme većih voda. U tom amfiteatru nalazi se i malo jezero koje je slap izdubio svojim erozijskim djelovanjem.  Kamenje u podnožju slapa obraslo je vodenim algama, mahovinom i papratnjačama. Slap se nalazi uz Jaskanski planinarski put (kontrolna točka KT-8). Staza pored slapa vodi dalje u Žumberak, do sela Pećno.

## Vranjački slap
Vranjački slap, tj. vodopad, visok je petnaestak metara i nalazi se u Slapnici. Manje je poznat od obližnjeg slapa Brisalo. Nalazi se na potoku Vranjak koji je pritok potoka Slapnice. Slap je nastao na visokoj okomitoj sedrenoj stijeni koja zatvara potočnu dolinu Vranjački klanac. Tu se može vidjeti i sedrena barijera. U obližnjim se sedrenim stijenama nalazi Vranjačka špilja, a ta sedra i dalje nastaje prirodnim procesom taloženja. Vranjački je slap osobito raskošan kada je poslije kiša bogat vodom. Nažalost okolica slapa je obrasla šumom, te je teško vidjeti slap u njegovoj punoj veličini.

## Cerinski vir
Cerinski vir je slap visok 10 m. Osobito je lijep u proljeće i kasnu jesen kad je potok bogat vodom. Tvore gi vode potoka Javorec i najznačajniji je slap Samoborskog gorja. Nalazi se u uskoj i strmoj dolini, a do njega se najlakše stiže preko Smerovišća i Cerine ili preko Velikog Lipovca.

## Zeleni vir
Zeleni vir najatraktivniji je dio doline potoka Sušice, na krajnjem zapadnom dijelu Žumberka, nalazi se kod sela Kuljaji, u blizini mjesta Radatovići. Dva kilometra nizvodno od izvora, potok Sušica je izdubio kanjon s visokim klisurama, dug oko 300 metara. U pojedinim su djelovima okomite stijene visoke 20-ak metara, dok je razmak između njih samo jedan metar.
U ovom okružju nalazi se slap Zeleni vir. Nazvan je zelenim zato što se u vodi odražava boja šume koja se nadvija nad njime poput kupole. Slap se nalazi uz Planinarski put Žumberkom (kontrolna točka KT-11).